# 間光延

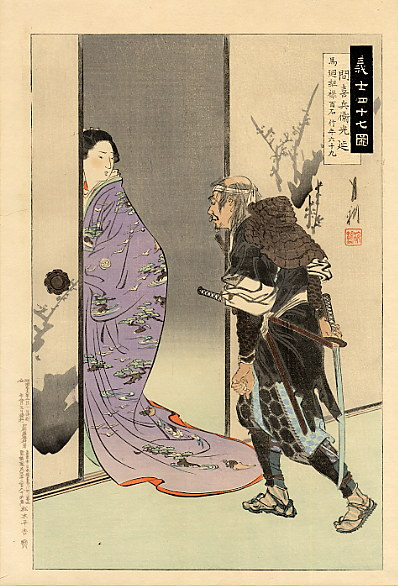
『義士四十七図　間喜兵衛光延』（尾形月耕画）

間 光延（はざま みつのぶ、寛永12年（1635年）-元禄16年2月4日（1703年3月20日））は、江戸時代前期の武士。赤穂浪士四十七士の一人。通称は喜兵衛。

## 生涯
寛永12年（1635年）、誕生。子に長男・間光興、次男に間光風（いずれも妾腹）がいる。
赤穂藩では勝手方吟味役（100石）として仕えた。また、武芸は父より天流剣術を学び、諸流の剣術流派の系譜をまとめた『剣術系図』を著わしている。
元禄14年（1701年）3月14日、主君の浅野長矩が江戸城松之大廊下で吉良義央に刃傷に及んで切腹、赤穂藩は改易と決まった。このとき光延は赤穂におり、長男・光興とともに大石良雄の義盟に加わった。また、次男の光風は故あって江戸へ出奔していたが、後に義盟に加わった。元禄15年（1702年）10月、原元辰らとともに江戸へ下り、杣庄喜斎と変名して光興、光風とともに新麹町の借家に潜伏する。
同年12月14日の吉良邸討ち入りでは、裏門隊に属して吉田兼亮、小野寺秀和とともに大石良金の後見にあたり、裏門司令部を守った。この際、槍に「都鳥いざ言とはん武士の恥ある世とは知るや知らずや」と書いた短冊を付けていたという。また、老齢ながら敵のひとり、逃亡してくる牧野春斎を槍で突殺している。
討ち入り後は細川綱利屋敷にお預けの身となる。家族三人は、水野家へ長男・光興、毛利家へ次男・光風とされ、みな別々に預けられている。
元禄16年（1703年）2月3日、江戸幕府の命により切腹。細川家は切先を二寸近く出して、白布で包んだ小脇差を準備した。『江赤見聞記』には大石以下、複数の介錯失敗が記されている。
辞世に「草枕むすぶ仮ねの夢さめて　常夜にかえる春のあけぼの」。享年69。戒名は刃泉如劔信士。泉岳寺に葬られた。遺品の槍「無銘」と脇差「輝広 二尺一寸」は家宝として細川家が伝承したが、細川重賢が処分し散佚。

## 人物
細川家の接判役の堀内重勝（伝右衛門）の覚書によれば、光延は物堅い性格で皆と話もせず、いつも黙って座っていたという。

## 家系
- 父：間左兵衛光林
- 母：知明寺十左衛門の娘
- 従弟：里村津右衛門（子・光風の養父）
- 子：すま（中堂又助の妻）、間十次郎光興、間新六光風、とも[2]

## 邸宅跡
間光延（間喜兵衛）の邸宅跡は赤穂市上仮屋北にあったが、跡地には明治中期に濱尾家住宅が建てられ、武家屋敷の様式の建物として1998年、赤穂市の市街地景観重要建築物に指定されている。
住宅内は濱尾家の子孫によりリノベーションされ、母屋1階はヨガや海中スポーツなどの貸しスペース、母屋2階は博物館とし、今後は赤穂義士や武士道、山鹿素行に関する動画や展示なども公開する予定になっている。現在は水中写真家・茂野優太による海中写真が展示。蔵は2022年5月14日からカフェ「momo cafe」として開業している。ただし、暖簾の家紋（屋号紋）「珈琲豆花」は間家の「三階松」や濱尾家の家紋「丸二梅鉢」とは異なる。